# Maison (Châlons-en-Champagne, 7 à 11 avenue Général-Leclerc)

La maison de Châlons-en-Champagne est un bâtiment inscrit Monument Historique depuis 1975.
Bâtie par Octave Gelin pour l'industriel Ferdinand Sipeyre avenue du Maréchal-Leclerc (Châlons-en-Champagne).

## Histoire
En 1907 il fait construire rue de la Forêt une partie habitation et une partie bureaux en briques de la briqueterie de Dizy. Son nom est entrelacé dans la grille d'entrée. Les décors de grès émaillé sont l’œuvre des céramistes Gentil & Bourdet.

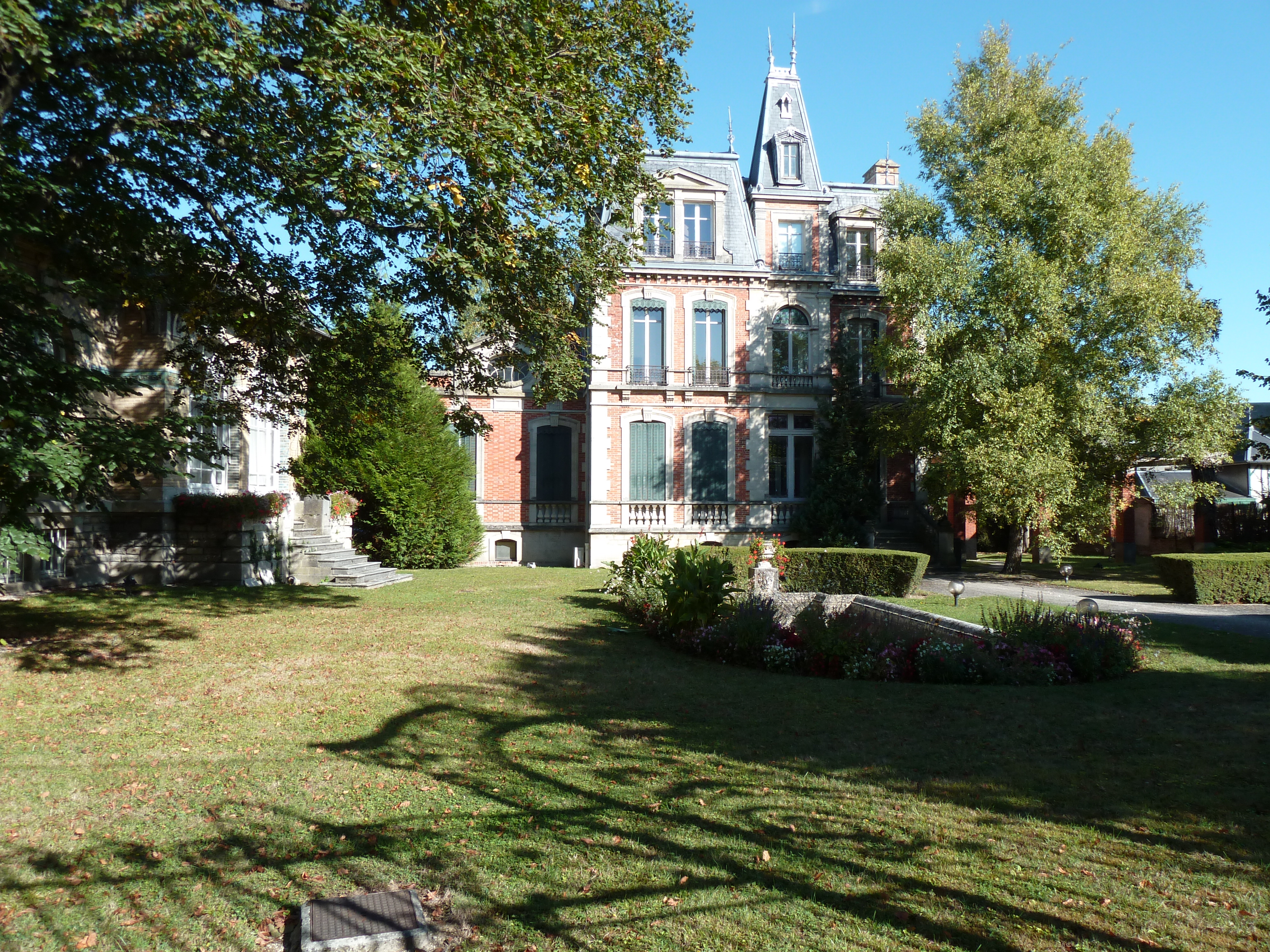
Habitation,
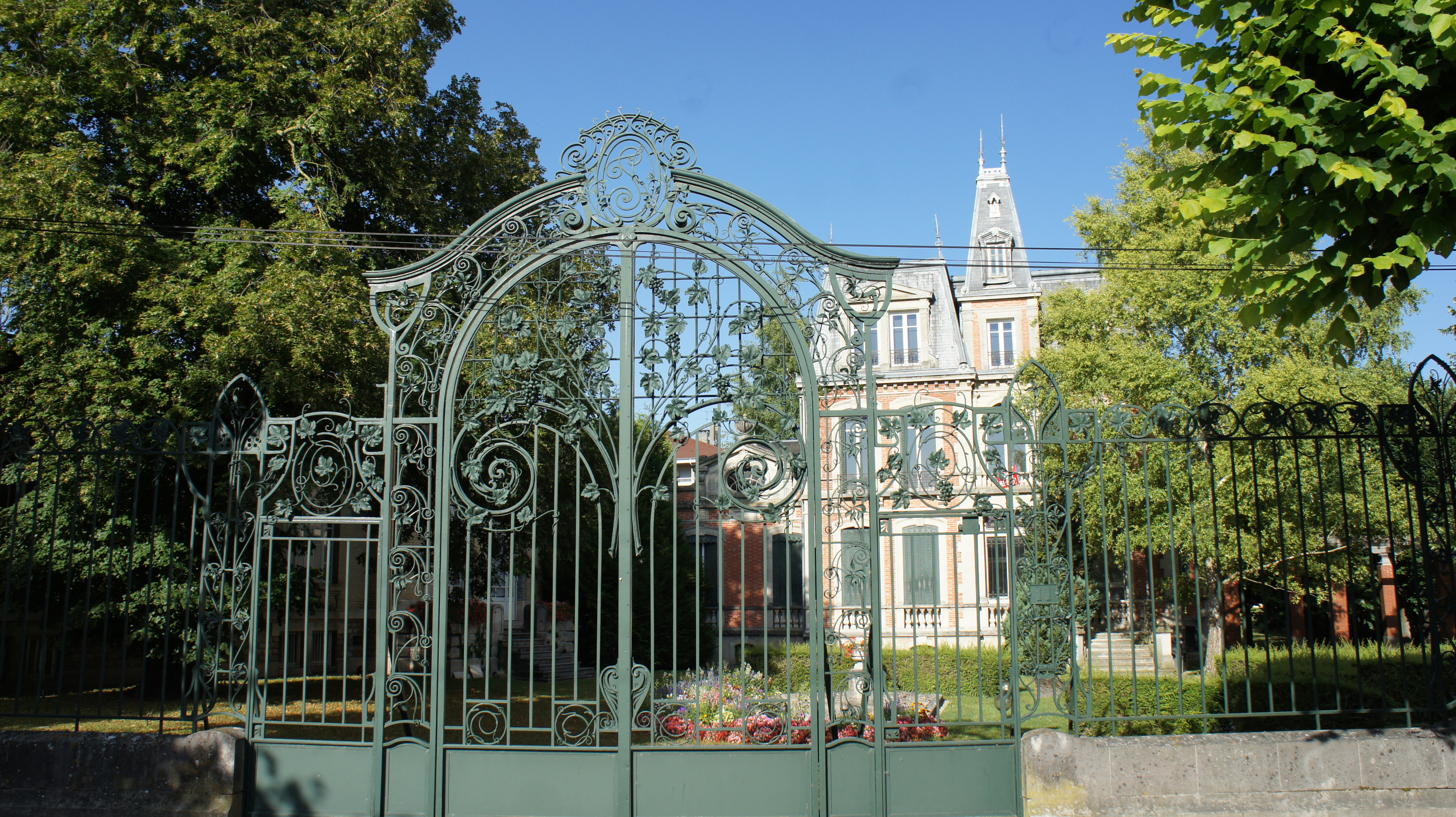
grille
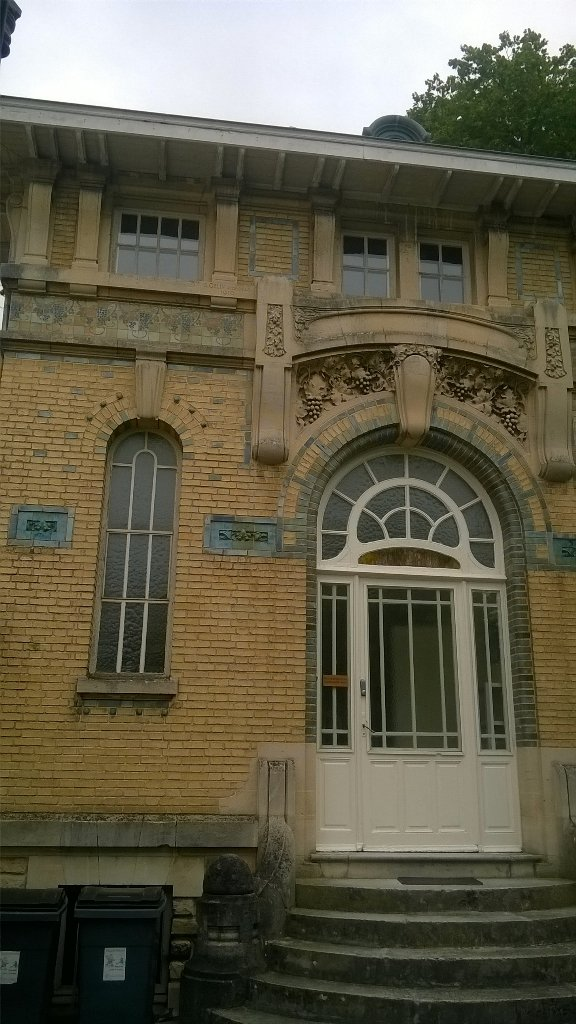
façade sur cour des bureaux.